# Battle Beast (album)
Battle Beast är det finländska heavy metal-bandet Battle Beasts andra studioalbum, utgivet i maj 2013 på Nuclear Blast Records och i Japan på Incubator i juli samma år. Albumet föregicks av singlarna "Into the Heart of Danger" och "Black Ninja".
Battle Beast var bandets första album med vokalisten Noora Louhimo.

## Låtlista
1. "Let It Roar" – 3:40
2. "Out of Control" – 3:47
3. "Out on the Streets" – 2:55
4. "Neuromancer" – 4:04
5. "Raven" – 2:52
6. "Into the Heart of Danger" – 5:26
7. "Machine Revolution" – 4:05
8. "Golden Age" (instrumental) – 1:57
9. "Kingdom" – 5:00
10. "Over the Top" – 2:37
11. "Fight, Kill, Die" – 2:44
12. "Black Ninja" – 3:54
13. "Rain Man" – 5:12

Bonusspår på den japanska utgåvan
1. "Shutdown" – 3:45

## Medverkande
Musiker
- Noora Louhimo – sång
- Anton Kabanen – gitarr, sång
- Juuso Soinio – gitarr
- Eero Sipilä – basgitarr, bakgrundssång
- Janne Björkroth – keyboard, orkestrering, bakgrundssång
- Pyry Vikki – trummor

Bidragande musiker
- Joonas Kaikko – slagverk

Produktion
- Anton Kabanen – producent, inspelningstekniker, mixning
- Janne Björkroth – producent, inspelningstekniker, mixning
- Lucas Lönnroos – inspelningstekniker
- Mika Jussila – mastering
- Claudio Bergamín – omslagskonst, design, layout
- Roman Ismailov – logotyp
- Jarmo Katila – foto
- Toni Kilpinen – foto